# FIR (signalbehandling)
 For alternative betydninger, se FIR. (Se også artikler, som begynder med FIR)
Et finite impulse response filter (FIR) er et digitalt filter, der har et impulssvar, som kun varer et endeligt antal samplingperioder. Det betyder, at en impuls (altså et signal der er forskelligt fra nul på netop ét tidspunkt) på filterindgangen vil medføre et signal på filterudgangen, der efter et endeligt antal samplingperioder vil være nul. Modsætningen til denne form for filter er infinite impulse response-filtre (IIR) som har feedback og dermed har et uendeligt-varende impulssvar.